# El show de Garfield
El show de Garfield es una serie animada de televisión generada por ordenador que se estrenó en Francia el 22 de diciembre del 2008 y en los EE. UU. el 2 de noviembre del 2009. Los episodios en inglés se estrenaron en el Reino Unido por Boomerang el 21 de abril de 2009, y en español se estrenó 3 de septiembre de 2009 tanto en Latinoamérica por Cartoon Network como en España por Boomerang. Basado en la tira cómica de Garfield, la serie es producida y creada por Jim Davis, coescrita y voz dirigida por Mark Evanier, quien también escribió la mayoría de los episodios de Garfield y sus amigos, y producido por los estudios Dargaud Media Productions Ellipsanime, Ellipse Films, Dreamwall, Mediatoon, y CITEL vídeo. El show está dirigido por Philippe Vidal y la música es hecha por Laurent Bertaud y Jean-Christophe Prudhomme.

## Historia
El Show de Garfield muestra, principalmente, las acostumbradas payasadas y travesuras de Garfield, generalmente relacionadas con su gula y pereza. Garfield vive con su dueño, Jon Arbuckle, y el perro de este, Odie, en una casa independiente de 3 pisos (a diferencia de los cómics y Garfield y sus amigos, en la cual es una casa de un solo piso). La sala todavía conserva un televisor de los años 1950 con una antena de conejo, aunque ahora tiene una caja convertidora lo que permite a la familia ver televisión en HDTV (en realidad la serie hace referencia a muchas tecnologías del siglo XXI). La premisa del show, que es la comedia, se encuentran principalmente en los acontecimientos de cada episodio. Normalmente, Garfield tiene que resolver los problemas que él mismo origina, pero siempre trata de evitarlos, y termina resolviéndolos al final.

## Personajes

### Protagonistas
- Garfield (voz de Frank Welker): El protagonista principal de la serie. Es un gato de color naranja con rayas negras, muy gordo y perezoso, que lo único que le gusta hacer es comer y dormir, y cuya comida favorita es la lasaña. Aunque no lo admita, su mejor amigo es Odie. Él siempre duerme con su osito Pooky y a pesar de estar enamorado de Arlene, siempre hace cosas que la molestan pero siempre aparentemente lo resuelve, a diferencia de la otra serie en la que esta siente envidia y rivaliza con otros gatos (entre estos Nermal) cabe destacar que en esta serie cambio de rutina al mandarlo a Abu Dhabi y tiene conciencia de que está en un show en un episodio pidió la lista del show y como dice en curiosidades. En esta serie no aparece Binky el payaso, en la anterior sí, no obstante, hacen una referencia a este cuando Jon le pregunta a Garfield si quiere ver a Binky, el gato contesta: "No me está permitido en mi contrato de esta caricatura". En el episodio "Asteroides" mencionaron a Binky el payaso aunque Garfield puede ver el programa en esta serie después de firmar el contrato, es capaz de ayudar a los demás y resolver problemas hábilmente.

- Odie (voz por Gregg Berger): Es un cachorro de pelo de color amarillo, es el único personaje animal de la serie que no habla y es el deuteragonista de la serie. A veces se pone en el borde de una mesa y Garfield lo patea y lo tira al suelo. Es el mejor amigo de Garfield. De él se dice: "Tiene un montón de serrín por cerebro".

- Jonathan «Jon» Q. Arbuckle (Jonathan «Jon» Q. Bonachón en Latinoamérica; voz de Wally Wingert): Es el dueño de Garfield y de Odie y el tritagonista de la serie. Es una persona extremadamente torpe y desafortunada, especialmente en su vida amorosa. Fue el primer compañero de conversación de Garfield y a menudo blanco de sus bromas. Es caricaturista, y está obligado a gastar mucho dinero para satisfacer las necesidades de Garfield, incluyendo cantidades industriales de comida y los destrozos que provoca en su casa.

- Arlene (voz de Audrey Wasilewski): Es la novia de Garfield. Es una gata rosa muy delgada, que parece ser la única cosa viviente en el mundo que puede hacer reír con éxito a Garfield. Tiene grandes labios y un cuello muy delgado que la distingue. Antes en la serie también tenía un hueco entre sus dientes y aparecía mucho más que ahora.

- Dra. Elizabeth «Liz» Wilson (voz de Julie Payne): Es la veterinaria de Garfield y Odie, el eterno amor de Jon Arbuckle. Aparece mucho como pareja estable de Jon, ya que es la única a la cual Garfield acepta, además, aquí tiene elementos más presenciales que en la anterior serie, ya que aquí contiene elementos donde ella resulta el pretexto perfecto de Jon para ir a visitarla a la Veterinaria para llevar a sus mascotas y a veces tratar de tener alguna cita con Jon, aunque a veces se nota las falencias de las citas como en la anterior serie, además, hay un episodio donde los familiares de la novia de Jon aparecen.

- Squeak (voz de Gregg Berger): Es un ratón, en esta serie el reemplaza la amistad de Floyd tanto en la tira cómica como en la serie de televisión anterior como el mejor amigo de Garfield. En una ocasión trajo a vivir a toda su familia a la casa de Garfield pero después que Jon se percatara de su presencia tuvieron que marcharse. No obstante, él hace compañía en las tiras cómicas a Floyd.

- Nermal (voz de Jason Marsden): Es un gato gris. Se autoproclama el gatito más lindo del mundo y ha ganado 5 veces el concurso al gato más lindo. Puede conseguir alimentos en la calle con tan solo mostrar su ternura frente a los automovilistas o al cantar villancicos en época navideña. Garfield suele arrojarlo fuera de su casa cuando suele visitarlo. Por eso es que suele molestarlo en sus apariciones y meterlo en problemas cada vez que puede pero siempre sale perdiendo es el antagonista principal de la serie en un episodio Garfield estaba hibernando y Nermal realiza una fiesta.

### Personajes secundarios
- Herman Post (Herman Postal en el episodio Cartero cibernético en España; voz de Gregg Berger; también conocido como El cartero): Es el cartero de Jon Arbuckle. Está en estado de ansiedad perpetuo por los ataques de Garfield, y constantemente está buscando una manera de entregar el correo de forma segura, pero casi nunca con éxito.

- Agnes: Es un personaje de fondo que aparece muchas veces como ciudadana. Ella es una chica de piel blanca y pelo rubio que usa una blusa verde, una falda a cuadros verdes oscuros y claros y unos zapato de tacón rojos.

- Harry (voz de Gregg Berger): Es un gato negro callejero que vive en el vecindario de Garfield. Tiene heterochromia. Ayudó al Dr. Whipple en sus ventas haciéndose pasar por un gato educado llamado Cicerón. También trabajó en Quesolandia.

- Vito Cappelletti (voz de Jason Marsden): Es el dueño de una pizzería a la cual Garfield le gusta merodear y a veces lo tiene prohibido ingresar. Sin embargo, en un capítulo, Vito es ayudado por Garfield en preparar la peor pizza del universo para unos extraterrestres que querían invadir la Tierra, logrando que estos renuncien a la invasión. Por su ayuda, Vito lo deja comer a Garfield ese día en su pizzería.

- Nimbus: Es un extraterrestre que a diferencia de los demás que aparecen en la serie es amable y amigo de Garfield y Odie suele causarles problemas con sus inventos pero también los resuelve.

- Harvey (voces de Wally Wingert, Frank Welker y otros): Es un atolondrado hombre que vive en el vecindario de Garfield. Él, junto a Nermal, interrumpió la foto familiar de Garfield, Odie y Jon en un episodio. En otro episodio, tuvo un noviazgo con otra vecina, Sheila.

- Doc «Doc Boy» Arbuckle (Doc «Doc Boy» Bonachón en Latinoamérica; voz de David Lander): Es el hermano menor de Jon que vive en una granja. Él detesta que lo llamen Doc Boy. Aparece en dos episodios en la primera temporada, en la segunda temporada en un episodio él y Jon tuvieron que trasladarse por llevar a la tía Ivy y un especial de Navidad él y sus padres conocen a Liz y a sus padres.

- Eddie Gourmand (Eddie Glotón en el episodio Un mundo de queso en España; voz de Frank Welker): Es un chef y crítico de cocina que tiene un programa de televisión, en el episodio "Es un mundo de queso" abrió Quesolandia, en otro episodio ("Un invitado desmesurado") le quitaron su programa de televisión y en ese mismo episodio se tropezó con una cáscara de plátano y Jon tuvo que cuidarlo y le demandaron al final y regresó a su programa de televisión.

- Myron Barker (voz de Gregg Berger): Es el jefe de Jon, que le encarga muchos cómics.

- Azulejos: Es un grupo de azulejos que piensan que Garfield es su mamá, Harry trata de comer y luego son salvadas por Garfield cuando toma el lugar de su madre.
- Mamá azuleja: Es una azuleja que es la mamá real de los azulejos.

- Sra. Cauldron/Esther Cauldron (Sra. Caldero/Esther Caldero en España y Latinoamérica; voz de June Foray): Es una bruja con la cual Garfield tiene una pesadilla donde quiere hacerle daño a Drusilla y Minerva pero cuando despierta y va a salvarlas ve que están a salvo pero al final del episodio se ve que les enseñó magia a las gemelas y a Garfield lo convirtieron en una cabra. En la tercera temporada, tiene una sobrina llamada Winona. En la cuarta temporada, se revela que sí es una bruja de verdad y tiene otra sobrina, Abigail, la cual lleva a una escuela especial de brujas.

- Abigail (voz de Laraine Newman): Una pequeña aprendiz de bruja que intenta hacer el bien y tener amigos, es la sobrina de Sra. Caldero/Esther Caldero, en el mismo episodio en el que debuta tiene la misión de salvar al mundo de la malvada bruja Varicella, la cual liberó accidentalmente al tratar de practicar sus hechizos, con la ayuda de Garfield, Odie y su hermana Winona, está logra derrotarla y devolverla a su estado normal gracias al poder del corazón puro, ganándose así el respeto del canciller de brujas.

- Winona (voz de Laraine Newman): Una chica que es maestra de la escuela de brujas a la que asiste Abigail, en sus primeras apariciones era un personaje de fondo y también tanto inmadura, ya que ésta se enamora perdidamente de Jon a tal punto de querer casarse con él mientras está en medio de celebrar el cumpleaños de Liz, más tarde intenta también casarse con Doc Boy, por fortuna, la señora Caldero siempre es capaz de detenerla. Hasta el especial de "Embrujados" de la cuarta temporada, en donde ya es más madura y ayuda a su prima Abigail a salvar el mundo de manos de la malvada bruja Varicella.

- Robert «Bob» y Betty Wilson (voces, respectivamente, de Jason Marsden y Julie Payne): Son los padres de Liz que solo aparecieron en el episodio con ese título. John quiso ganarse su confianza y logró ganarse la confianza del padre de Liz gracias a Garfield.

- Prof. Harlow Cranfranz/Prof. Thaddeus Bonkers (Prof. Thaddeus Majara en el episodio El teatro virtual en España; voz de Jason Marsden): Es el científico loco oficial de la ciudad, creador de inventos extravagantes e investigador de fenómenos astronómicos extraños.

- Fluffykins (voz de Stan Freberg): Es un gato que dice ser un agente secreto llamado el Agente X ganándose así la admiración de Odie, Nermal, Arlene, Harry, y Squeak, pero en realidad solo es un gato que ha huido de su dueña y está escondiéndose del nieto de esta que lo está buscando.

- Angelica (Angélica en Latinoamérica y España; voz de Laraine Newman): Es una mujer que estaba enamorada de Vito y Brent Mogul, al final del episodio Brent Mogul evita destruir la pizzería de Vito y también pidió una pizza llamando a Vito recuperando su corazón.

- Mamá Gourmand: Es la madre de Eddie Gourmand que apareció solo en el episodio Dentro de Eddie Gourmand, en el pasado le daba comida de todo a Eddie, ella tiene un restaurante de comida sana al final vuelve a darle todo lo quiere a Eddie, pero de forma moderada.

- Humphrey/Irv: Es un ratón alto, delgado y con dientes de conejo que vive con Squeak y los demás ratones en casa de Garfield.

- Arlo: Es un ratón obeso que vive con Squeak y los demás ratones en casa de Garfield.

- Madre de Nathan (voces de Julie Payne en0 la temporada 1 y Grey DeLisle en el resto de temporadas): Es la madre de Nathan, castiga a Nathan cada vez que hace travesuras con sus inventos.

- Sylvia Tubaplay (Sylvia Tocalatuba en España; voz de Audrey Wasilewski): Es una periodista que trabaja en la televisión local, ya sea como presentadora o reportera del noticiario local.

- Tom (Frank en el episodio Día de perros en España; voz de Gregg Berger): Es un periodista que trabaja en la televisión local, ya sea como presentador o reportero del noticiario local o presentador de concursos u otros espacios televisivos.

- Jim Davis: Es el creador de Garfield a que aparece frecuentemente como personaje de fondo en la serie. En los pocos episodios donde tiene un diálogo está trabajando como director de programas de televisión, como la propia serie de Garfield.

- Andy: Es un operador de cámara y microfonista que trabaja en varios programas de la televisión local, como el de Eddie Gourmand.

- Chuck Yenta: Es un presentador de la televisión local, donde ha conducido programas como el «reality» Amos y mascotas o el concurso Un millón por identificar un pez.

- Presentadora rubia con gafas: Es una presentadora de la televisión local, donde ha conducido programas como el concurso El cerebro más débil, aquel de vídeos graciosos donde fue humillado Jon u otro de entrevistas en una de cuyas entregas su invitado fue del Dr. Whipple. Ocasionalmente también ha trabajado de lotera.

- Sgto./Jefe Wilson: Es primero sargento y después el jefe de la Policía local. En varios episodios dirigió dispositivos de captura: dos contra Garfield al confundírsele con Gatozilla en el primero y con una mofeta en el segundo, otra contra las zapatillas de conejo de Jon al cobrar vida en una noche de luna azul y otra contra Odie al convertirse en un cachorro prehistórico por tragarse un meteoro de veta azul.

- Percy (voz de Frank Welker): Es uno de los basureros que trabaja en el barrio de Garfield. Es un apasionado del acordeón, aunque priorizó el trabajo de basurero por considerarlo más respetable.

- Basurero 2 (voz de Wally Wingert): Es el otro basurero que trabaja en el barrio de Garfield. Al contrario que su compañero, Percy, aborrece el acordeón.

- Sheila: Es mujer vecina de Garfield. Tiene fobia a los roedores. En un episodio tuvo un noviazgo con otro vecino, Harvey.

- Laraine (voz de Laraine Newman): Es una niña vecina de Garfield. Le gustan los muñecos y El show de Garfield. En un episodio escondió a una gata y su camada en el garaje de su casa sin el conocimiento de su madre y los alimentaba con comida para gatos enlatada que le traía furtivamente Odie, lo que le costó a Garfield ser acusado de robar esa comida hasta que Squeak lo descubrió.

- Madre de Laraine: Es la madre de Laraine. Prefiere que Laraine vea contenido educativo en lugar de El show de Garfield, así que le obliga a cambiar de canal cada vez que la pilla viendo el programa de Garfield.

- Caniche negra: Es la novia de Odie en la primera temporada de la serie. Apareció en el sueño de Odie en el episodio El Increible Perro Volador en el sueño de Odie pero luego Odie lo rescato despierto a ella y a Garfield mientras estaba volando en ese episodio y en T3000, apareció como holograma.
- Greta: Una niña que fue amigas con Drusilla y Minerva.

### Antagonistas
- Espaciales: Son extraterrestres en forma de lasaña que aparecen en el episodio La guerra de las pastas. Aparecen como aliens tratando de dominar el mundo terminan siendo asustados por Garfield viéndolo en el ordenador comiendo lasaña. En el episodio Blasteroide, tratan de destruir la tierra con una albóndiga gigante.

- Ivy (más conocido como Tía Ivy; voz de Laraine Newman): Es la tía de Jon y Doc Boy, es muy gritona y furiosa, con Drusilla y Minerva, es amable y extermina a los ratones, en un episodio, es amable con un gato más lindo que Nermal.
- Drusilla y Minerva (Priscilla y Minerva en la primera temporada en España; voz de Laura Summer; también conocido como Minerva y Drusilla o simplemente Las gemelas): Son las primas/sobrinas gemelas de Jon Arbuckle que siempre le gustan disfrazar a los animales, incluyendo a Garfield y a Odie. Los animales, incluyendo Garfield y Odie, tratan de salir de ellas.

- Al (voz de Wally Wingert): Es uno de los laceros municipales que siempre va a la caza de los animales que vagabundean por la ciudad, aunque es bastante incompetente.

- Pete (voz de Jason Marsden): Es el otro lacero municipal, compañero de Al y también muy incompetente.

- Sr. Cannell (voz de Gregg Berger): Es el jefe de la perrera municipal donde trabajan Al y Pete, siempre desesperado por la incompetencia de esos dos.

- Nathan (voces de Melissa Disney en la temporada 1 y Grey DeLisle en el resto de las temporadas): Es un niño vecino de Jon que crea inventos con malévolas intenciones, como un rayo transformador con el que pretendía convertir a Odie en un episodio o un rayo encogedor con el que empequeñeció a Garfield en otro episodio.

- Hércules (voz de Jason Marsden en el episodio Buscadores de huesos y Wally Wingert en el resto de episodios): Es un chihuahua vecino de Garfield y Odie, quien siempre los molesta en varias de sus apariciones, aunque en un episodio ayudó a Odie a apagar un incendio, él robó a Pooky para que Garfield enloqueciera medio día.

- Rottweiler (voz de Wally Wingert): Es otro perro malo que suele molestar mucho a Odie y siempre se lo ve junto a Dóberman.

- Dóberman: Es el perro secuaz de Eddie que al igual que el molesta a Odie y odia a Garfield.

- Gatozilla: Es una bestia enjaulada del zoológico descendiente del tigre dientes de sable. Se parece a Garfield pero este tiene garras, colmillos y rayas por todas partes. En Halloween huye del zoo y la policía lo confunde con Garfield.

- Mama Meany (Mama Malita en el quíntuple episodio El árbol de lasaña en España; voz de Gregg Berger): Es el peor pizzero de la ciudad y también rival de Vito. Mama Meany viene de Venecia y quiere quitarle el trabajo a Vito atrayendo a sus clientes con promociones, hasta que Garfield arruinó su plan y su negocio. En otro episodio tuvo un negocio de teletienda con el que estafaba a sus clientes vendiendo trastos inútiles como productos nuevos, hasta que Garfield también se lo frustró.

- Emperador Calazo (voz de Frank Welker): Es el líder de los extraterrestres que intentan encontrar el planeta con la mejor pizza para invadirlo y obtenerla entonces, Garfield y Vito hacen una mala pizza para que se retiren.

- Dr. Whipple (voz de Stan Freberg): Es un supuesto entrenador de mascotas, pero todo lo que hacía era pagarle con comida a los animales hasta que Garfield lo descubre ante todos por hacerlo entrenar. Consta de otras apariciones intentando hacer dinero con sus inventos, con Jon como principal cliente.

- Joe Pulver: Este personaje ha tenido varios trabajos en la serie: operador de cámara, exterminador de plagas, vendedor de perritos calientes y actor. Se enfrentó a Garfield dos veces: la primera, como operador de cámara en el programa de adiestramiento del Dr. Whipple, intentó impedir que el gato revelara la estafa; y la segunda, como exterminador de plagas contratado por Jon, intentó cazar a los ratones amigos del gato. Como vendedor de perritos calientes, Garfield es su mejor cliente, ya que le agota las existencias (a costa de Jon, claro).

- Esmeralda Brubaker/Goodrich: Es la implacable directora del Museo de Historia Natural de la ciudad, ya que busca conservar restos naturales sin importarle las consecuencias (incluso si perjudica a la vida de las personas). Garfield se enfrentó a ella en dos ocasiones: la primera, para evitar que derribara la casa de Jon para buscar huesos de dinosaurio; y la segunda, para ayudar a escapar a un cavernícola con su nueva novia, la heladera Olga.

- Beasley: Es un vigilante de seguridad de piel blanca. Garfield se ha enfrentado a él y su compañero Myron en tres ocasiones: cuando la señora Brubaker intentó derribar la casa de Jon para buscar huesos de dinosaurio, cuando Mama Meany le estafó con su teletienda y cuando el señor Allwork manipuló el clima para hacerse rico.

- Myron (vigilante de seguridad): Es un vigilante de seguridad de piel negra. Garfield se ha enfrentado a él y su compañero Beasley en tres ocasiones: cuando la señora Brubaker intentó derribar la casa de Jon para buscar huesos de dinosaurio, cuando Mama Meany le estafó con su teletienda y cuando el señor Allwork manipuló el clima para hacerse rico.

- Sr. Gizzard (Sr. Mollejas en España): Es el carnicero del barrio de Garfield. En un episodio vendió el pavo que Jon no fue capaz de matar para cocinarlo. En el episodio donde Garfield y Odie estaban sucísimos intentó lavarlos para cobrar la recompensa que prometió Jon.
- Angel: Es un gato parecido a Nermal, solo que más pequeño y blanco. En el único episodio donde apareció fingió ser un gato joven sin donde vivir, dejó la cocina y sala de estar hechas un desastre, y se comió toda la comida, incluido el pastel de chocolate de Jon, y en ambos casos culparon a Garfield.
- Brent Mogul: Era el esposo de Angélica que casi derrumbó al restaurante de Vito.

## Fecha de emisión
| Temporadas | Episodios | Primera fecha                                                                    | Última fecha                                                                   |
| ---------- | --------- | -------------------------------------------------------------------------------- | ------------------------------------------------------------------------------ |
| 1          | 26        | 2 de noviembre de 2009 (Estados Unidos) 1 de septiembre de 2009 (Hispanoamérica) | 23 de diciembre de 2009 (Estados Unidos) 6 de octubre de 2009 (Hispanoamérica) |
| 2          | 26        | 13 de diciembre de 2010 (Estados Unidos Enero de 2011 (Hispanoamérica)           | 28 de junio de 2011 (Estados Unidos) 27 de noviembre de 2011 (Hispanoamérica)  |
| 3          | 26        | 4 de septiembre de 2012 (Estados Unidos) 2 de julio de 2012 (Hispanoamérica)     | 5 de octubre de 2012 (Estados Unidos) 13 de octubre de 2012 (Hispanoamérica)   |
| 4          | 27        | 6 de octubre de 2015 (Estados Unidos) TBA (Hispanoamérica)                       | 2 de septiembre de 2016 (Estados Unidos) TBA (Hispanoamérica)                  |
| 5          | 4         | 24 de octubre de 2016 (Estados Unidos) 2016 (Hispanoamérica)                     | 24 de octubre de 2016 (Estados Unidos) 2016 (Hispanoamérica)                   |

## Reparto y doblajes
| Personaje                                                                                | Actor de voz (EE. UU.)       | Actor de voz (México/Chile) /     | Actor de voz (España)                                          |
| ---------------------------------------------------------------------------------------- | ---------------------------- | --------------------------------- | -------------------------------------------------------------- |
| Garfield                                                                                 | Frank Welker                 | Sandro Larenas                    | Jon Goiri                                                      |
| Odie                                                                                     | Gregg Berger                 | Ernesto Lezama                    | Alberto Escobal García                                         |
| Jon Arbucke (Jon Bonachón en Latinoamérica)                                              | Wally Wingert                | Dafnis Fernández (temp. 1)        | Antón Palomar                                                  |
| Jon Arbucke (Jon Bonachón en Latinoamérica)                                              | Wally Wingert                | Daniel del Roble (temps. 2-4)     | Antón Palomar                                                  |
| Jon Arbucke (Jon Bonachón en Latinoamérica)                                              | Wally Wingert                | Enrique Horiuchi (temps. 4-5)     | Jaime de Diego (tres frases ep. 14b)                           |
| Dra. Liz Wilson                                                                          | Julie Payne                  | Mireya Mendoza (temp. 1)          | Pilar Ferrero                                                  |
| Dra. Liz Wilson                                                                          | Julie Payne                  | Alina Galindo (temps. 2-5)        | Eba Ojanguren (una frase ep. 89b)                              |
| Nermal                                                                                   | Jason Marsden                | Carlo Vázquez (temp. 1)           | Jaime de Diego (eps. 3b-61a y 66a-105a)                        |
| Nermal                                                                                   | Jason Marsden                | Bruno Coronel (temps. 2-5)        | Anselmo Herrero (ep. 62a)                                      |
| Squeak                                                                                   | Gregg Berger                 | Luis Alfonso Mendoza              | Txemi del Olmo                                                 |
| Squeak                                                                                   | Gregg Berger                 | Luis Alfonso Mendoza              | Anselmo Herrero (una frase ep. 22b)                            |
| Squeak                                                                                   | Gregg Berger                 | Luis Alfonso Mendoza              | Juan Carlos Guitérrez (una frase ep. 29a)                      |
| Arlene                                                                                   | Audrey Wasilewski            | Leyla Rangel (temp. 1)            | Nuria Marín Picó                                               |
| Arlene                                                                                   | Audrey Wasilewski            | Karen Vallejo (temps. 2-5)        | Nuria Marín Picó                                               |
| Vito Cappelletti                                                                         | Jason Marsden                | Carlo Vázquez (temp. 1)           | Anselmo Herrero (eps. 2a y 9a-104b)                            |
| Vito Cappelletti                                                                         | Jason Marsden                | Manuel Bello (temps. 2-4)         | Anselmo Herrero (eps. 2a y 9a-104b)                            |
| Vito Cappelletti                                                                         | Jason Marsden                | Luis Alfonso Mendoza (temps. 4-5) | Juan Carlos Gutiérrez (ep. 6.ª)                                |
| Nimbus                                                                                   | ¿?                           | Nayeli Mendoza (temp. 1)          | Josu Cubero (ep. 6b)                                           |
| Nimbus                                                                                   | ¿?                           | Luis Alfonso Mendoza (temps. 2-5) | Eba Ojanguren (eps. 30a-38b)                                   |
| Nimbus                                                                                   | ¿?                           | Luis Alfonso Mendoza (temps. 2-5) | Jaime de Diego (ep. 62a)                                       |
| Herman Post (Herman Postal en España, ep. 34a)                                           | Gregg Berger                 | Luis Alfonso Mendoza              | José Manuel Cortizas (eps. 3a-6b, 17b-54b, 59a-61b y 68b-105b) |
| Herman Post (Herman Postal en España, ep. 34a)                                           | Gregg Berger                 | Luis Alfonso Mendoza              | Txema Regalado (ep. 7b)                                        |
| Herman Post (Herman Postal en España, ep. 34a)                                           | Gregg Berger                 | Luis Alfonso Mendoza              | Juan Carlos Gutiérrez (ep. 56b)                                |
| Herman Post (Herman Postal en España, ep. 34a)                                           | Gregg Berger                 | Luis Alfonso Mendoza              | Anselmo Herrero (ep. 63a)                                      |
| Eddie Gourmand (Eddie Glotón en España, ep. 22b)                                         | Frank Welker                 | Luis Alfonso Mendoza (temp. 1)    | Mikel Gandía                                                   |
| Eddie Gourmand (Eddie Glotón en España, ep. 22b)                                         | Frank Welker                 | Leonardo García (temps. 1-5)      | Mikel Gandía                                                   |
| Doc Boy Arbuckle (Doc Boy Bonachón en Latinoamérica)                                     | David Lander                 | Luis Alfonso Mendoza              | Víctor Prieto (ep. 9a)                                         |
| Doc Boy Arbuckle (Doc Boy Bonachón en Latinoamérica)                                     | David Lander                 | Luis Alfonso Mendoza              | Anselmo Herrero (eps. 20a-78a)                                 |
| Harry                                                                                    | Gregg Berger                 | Jesús Guzmán (temp. 1)            | Txema Regalado (eps. 2b-38a, 39a-55b y 63a-105a)               |
| Harry                                                                                    | Gregg Berger                 | Luis Alfonso Mendoza (temps. 1-5) | Víctor Prieto (ep. 38b)                                        |
| Harry                                                                                    | Gregg Berger                 | Luis Alfonso Mendoza (temps. 1-5) | Anselmo Herrero (ep. 59a)                                      |
| Hércules                                                                                 | Jason Marsden (temp. 1)      | Víctor Adame                      | Anselmo Herrero (eps. 7b-13b y 45b-87a)                        |
| Hércules                                                                                 | Wally Wingert (temps. 1-5)   | Víctor Adame                      | Josu Cubero (ep. 21b)                                          |
| Hércules                                                                                 | Wally Wingert (temps. 1-5)   | Víctor Adame                      | Jaime de Diego (ep. 42a)                                       |
| Hércules                                                                                 | Wally Wingert (temps. 1-5)   | Víctor Adame                      | Víctor Prieto (una frase ep. 59a)                              |
| Rottweiler                                                                               | Wally Wingert                | ¿?                                | Víctor Prieto (eps. 6b-9b y 21b-70b)                           |
| Rottweiler                                                                               | Wally Wingert                | ¿?                                | Mikel Gandía (ep. 13b)                                         |
| Dóberman                                                                                 | ¿?                           | ¿?                                | Anselmo Herrero (ep. 6b)                                       |
| Dóberman                                                                                 | ¿?                           | ¿?                                | Txemi del Olmo (ep. 21b)                                       |
| Dóberman                                                                                 | ¿?                           | ¿?                                | Mikel Gandía (ep. 63b)                                         |
| Dóberman                                                                                 | ¿?                           | ¿?                                | José Manuel Cortizas (ep. 70b)                                 |
| Humphrey/Irv                                                                             | ¿?                           | ¿?                                | Alazne Erdozia (una frase ep. 1b)                              |
| Humphrey/Irv                                                                             | ¿?                           | ¿?                                | Jaime de Diego (una frase ep. 1b y ep. 97a)                    |
| Humphrey/Irv                                                                             | ¿?                           | ¿?                                | Josu Cubero (ep. 22b)                                          |
| Humphrey/Irv                                                                             | ¿?                           | ¿?                                | Txemi del Olmo (una frase ep. 22b)                             |
| Humphrey/Irv                                                                             | ¿?                           | ¿?                                | Alberto Escobal García (ep. 28a)                               |
| Humphrey/Irv                                                                             | ¿?                           | ¿?                                | Juan Carlos Gutiérrez (ep. 29a)                                |
| Humphrey/Irv                                                                             | ¿?                           | ¿?                                | Anselmo Herrero (ep. 32b)                                      |
| Humphrey/Irv                                                                             | ¿?                           | ¿?                                | Víctor Prieto (eps. 63a-95b y 100a-102b)                       |
| Arlo                                                                                     | ¿?                           | ¿?                                | Jaime de Diego (eps. 1b-19b y 32a-102b)                        |
| Arlo                                                                                     | ¿?                           | ¿?                                | Juan Carlos Gutiérrez (ep. 29a)                                |
| Drusilla (Priscilla en España, temp. 1)                                                  | Laura Summer                 | Nayeli Mendoza                    | Estíbaliz Lizárraga (ep. 13b)                                  |
| Drusilla (Priscilla en España, temp. 1)                                                  | Laura Summer                 | Nayeli Mendoza                    | Sonia Torrecilla (eps. 23a, 41a y 54a-55b)                     |
| Drusilla (Priscilla en España, temp. 1)                                                  | Laura Summer                 | Nayeli Mendoza                    | Eba Ojanguren (ep. 31a)                                        |
| Drusilla (Priscilla en España, temp. 1)                                                  | Laura Summer                 | Nayeli Mendoza                    | Nuria Marín Picó (eps. 43b-53b y 64a-105b)                     |
| Minerva                                                                                  | Laura Summer                 | Nayeli Mendoza                    | Estíbaliz Lizárraga (eps. 13b-23a)                             |
| Minerva                                                                                  | Laura Summer                 | Nayeli Mendoza                    | Sonia Torrecilla (eps. 31a, 43b-53b y 64a-105b)                |
| Minerva                                                                                  | Laura Summer                 | Nayeli Mendoza                    | Nuria Marín Picó (eps. 41a y 54a-55b)                          |
| Bob Wilson                                                                               | Jason Marsden                | Luis Alfonso Padilla (temp. 1)    | José Manuel Cortizas (ep. 8b)                                  |
| Bob Wilson                                                                               | Jason Marsden                | Jorge Jacobo (temp. 2)            | Txema Regalado (eps. 35a-37b)                                  |
| Bob Wilson                                                                               | Jason Marsden                | Jorge Jacobo (temp. 2)            | Mikel Gandía (ep. 68b)                                         |
| Betty Wilson                                                                             | Julie Payne                  | Ruth Toscano                      | Alazne Erdozia (ep. 8b)                                        |
| Betty Wilson                                                                             | Julie Payne                  | Ruth Toscano                      | Eba Ojanguren (eps. 35a-37b)                                   |
| Al                                                                                       | Wally Wingert                | ¿?                                | Víctor Prieto (eps. 3a-26b)                                    |
| Al                                                                                       | Wally Wingert                | ¿?                                | Mikel Gandía (eps. 42a-104a)                                   |
| Pete                                                                                     | Jason Marsden                | ¿?                                | Anselmo Herrero                                                |
| Sr. Cannell                                                                              | Gregg Berger                 | ¿?                                | Txemi del Olmo (eps. 26b-52a y 104a)                           |
| Sr. Cannell                                                                              | Gregg Berger                 | ¿?                                | Txema Regalado (ep. 77a)                                       |
| Prof. Harlow Cranfranz/Prof. Thaddeus Bonkers (Prof. Thaddeus Majara en España, ep. 18b) | Jason Marsden                | Rolando de Castro (temp. 1)       | Anselmo Herrero (ep. 8a)                                       |
| Prof. Harlow Cranfranz/Prof. Thaddeus Bonkers (Prof. Thaddeus Majara en España, ep. 18b) | Jason Marsden                | Luis Alfonso Mendoza (temps. 1-5) | Txemi del Olmo (eps. 18b-96b)                                  |
| Dr. Whipple                                                                              | Stan Freberg                 | Luis Alfonso Mendoza              | Víctor Prieto (eps. 14b-70b y 78b-105a)                        |
| Dr. Whipple                                                                              | Stan Freberg                 | Luis Alfonso Mendoza              | Anselmo Herrero (ep. 75a)                                      |
| Nathan                                                                                   | Melissa Disney (temp. 1)     | Bruno Coronel                     | Ana Begoña Eguileor (eps. 21a-36a y 67a-75b)                   |
| Nathan                                                                                   | Grey DeLisle (temps. 2-4)    | Bruno Coronel                     | Estíbaliz Lizárraga (eps. 58a y 99b)                           |
| Madre de Nathan                                                                          | Julie Payne (temp. 1)        | Rebeca Manríquez                  | Ana Begoña Eguileor (ep. 21a)                                  |
| Madre de Nathan                                                                          | Julie Payne (temp. 1)        | Rebeca Manríquez                  | Eba Ojanguren (eps. 36a-41b y 76b-84b)                         |
| Madre de Nathan                                                                          | Grey DeLisle (temps. 2-4)    | Rebeca Manríquez                  | Nuria Marín Picó (eps. 42b y 75b)                              |
| Madre de Nathan                                                                          | Grey DeLisle (temps. 2-4)    | Rebeca Manríquez                  | Sonia Torrecilla (eps. 67a-74a y 99b)                          |
| Joe Pulver                                                                               | ¿?                           | Luis Alfonso Mendoza              | Mikel Gandía (eps. 12b, 46b y 87a)                             |
| Joe Pulver                                                                               | ¿?                           | Luis Alfonso Mendoza              | Txemi del Olmo (eps. 14b-21b y 56a)                            |
| Joe Pulver                                                                               | ¿?                           | Luis Alfonso Mendoza              | Txema Regalado (ep. 32b)                                       |
| Joe Pulver                                                                               | ¿?                           | Luis Alfonso Mendoza              | Víctor Prieto (ep. 60a)                                        |
| Joe Pulver                                                                               | ¿?                           | Luis Alfonso Mendoza              | Juan Carlos Gutiérrez (ep. 68a)                                |
| Joe Pulver                                                                               | ¿?                           | Luis Alfonso Mendoza              | Alberto Escobal García (eps. 84a y 96b-99a)                    |
| Joe Pulver                                                                               | ¿?                           | Luis Alfonso Mendoza              | José Manuel Cortizas (eps. 86a y 87b)                          |
| Sylvia Tubaplay (Sylvia Tocalatuba en España)                                            | Audrey Wasilewski            | ¿?                                | Alazne Erdozia (ep. 3a)                                        |
| Sylvia Tubaplay (Sylvia Tocalatuba en España)                                            | Audrey Wasilewski            | ¿?                                | Sonia Torrecilla (eps. 6a-12b y 81a)                           |
| Sylvia Tubaplay (Sylvia Tocalatuba en España)                                            | Audrey Wasilewski            | ¿?                                | Pilar Ferrero (eps. 21b y 51a-52b)                             |
| Sylvia Tubaplay (Sylvia Tocalatuba en España)                                            | Audrey Wasilewski            | ¿?                                | Nuria Marín Picó (eps. 26a-27a y 32a)                          |
| Sylvia Tubaplay (Sylvia Tocalatuba en España)                                            | Audrey Wasilewski            | ¿?                                | Eba Ojanguren (eps. 30b, 49b, 56a, 59a-76b y 97b-104b)         |
| Sylvia Tubaplay (Sylvia Tocalatuba en España)                                            | Audrey Wasilewski            | ¿?                                | Estíbaliz Lizárraga (ep. 38b)                                  |
| Sylvia Tubaplay (Sylvia Tocalatuba en España)                                            | Audrey Wasilewski            | ¿?                                | Ana Begoña Eguileor (eps. 45b, 57a, 85a y 105a)                |
| Tom (Frank en España, ep. 38b)                                                           | Gregg Berger                 | ¿?                                | Juan Carlos Gutiérrez (eps. 3a-8a)                             |
| Tom (Frank en España, ep. 38b)                                                           | Gregg Berger                 | ¿?                                | Txemi del Olmo (eps. 9a-15b)                                   |
| Tom (Frank en España, ep. 38b)                                                           | Gregg Berger                 | ¿?                                | Alberto Escobal García (eps. 22b, 47a y 98b-103a)              |
| Tom (Frank en España, ep. 38b)                                                           | Gregg Berger                 | ¿?                                | Anselmo Herrero (eps. 32a, 38b y 74a)                          |
| Tom (Frank en España, ep. 38b)                                                           | Gregg Berger                 | ¿?                                | Víctor Prieto (eps. 34a y 43a)                                 |
| Tom (Frank en España, ep. 38b)                                                           | Gregg Berger                 | ¿?                                | Jaime de Diego (ep. 56a)                                       |
| Jim Davis                                                                                | ¿?                           | ¿?                                | Alberto Escobal García (ep. 21b)                               |
| Jim Davis                                                                                | ¿?                           | ¿?                                | Víctor Prieto (eps. 43a-78b)                                   |
| Andy                                                                                     | ¿?                           | ¿?                                | Alberto Escobal García (eps. 12b-18b, 59a y 86b-88a)           |
| Andy                                                                                     | ¿?                           | ¿?                                | Josu Cubero (eps. 20b y 92a)                                   |
| Andy                                                                                     | ¿?                           | ¿?                                | Antón Palomar (eps. 21b y 76b)                                 |
| Andy                                                                                     | ¿?                           | ¿?                                | Jaime de Diego (eps. 32a-56a)                                  |
| Andy                                                                                     | ¿?                           | ¿?                                | Anselmo Herrero (ep. 93b)                                      |
| Andy                                                                                     | ¿?                           | ¿?                                | Víctor Prieto (ep. 98b)                                        |
| Chuck Yenta                                                                              | Wally Wingert                | ¿?                                | José Manuel Cortizas (eps. 10a-18b)                            |
| Chuck Yenta                                                                              | Wally Wingert                | ¿?                                | Alberto Escobal García (ep. 45b)                               |
| Chuck Yenta                                                                              | Wally Wingert                | ¿?                                | Antón Palomar (ep. 57a)                                        |
| Chuck Yenta                                                                              | Wally Wingert                | ¿?                                | Mikel Gandía (ep. 68a)                                         |
| Presentadora rubia con gafas                                                             | Tress MacNeille              | ¿?                                | Ana Begoña Eguileor (ep. 18b)                                  |
| Presentadora rubia con gafas                                                             | Tress MacNeille              | ¿?                                | Sonia Torrecilla (una frase ep. 63b)                           |
| Presentadora rubia con gafas                                                             | Tress MacNeille              | ¿?                                | Rosa Romay (una frase ep. 63b)                                 |
| Presentadora rubia con gafas                                                             | Tress MacNeille              | ¿?                                | Nuria Marín Picó (ep. 76a)                                     |
| Presentadora rubia con gafas                                                             | Tress MacNeille              | ¿?                                | Estíbaliz Lizárraga (ep. 99b)                                  |
| Esmeralda Brubaker/Goodrich                                                              | Tress MacNeille              | ¿?                                | Alazne Erdozia (ep. 4b)                                        |
| Esmeralda Brubaker/Goodrich                                                              | Tress MacNeille              | ¿?                                | Ana Begoña Eguileor (eps. 5a y 74b)                            |
| Esmeralda Brubaker/Goodrich                                                              | Tress MacNeille              | ¿?                                | Sonia Torrecilla (eps. 11a-30b)                                |
| Esmeralda Brubaker/Goodrich                                                              | Tress MacNeille              | ¿?                                | Pilar Ferrero (eps. 41b y 104b)                                |
| Esmeralda Brubaker/Goodrich                                                              | Tress MacNeille              | ¿?                                | Nuria Marín Picó (ep. 92b)                                     |
| Mama Meany (Mama Malita en España, eps. 91b-93b)                                         | Gregg Berger                 | Víctor Delgado                    | José Manuel Cortizas (ep. 2a)                                  |
| Mama Meany (Mama Malita en España, eps. 91b-93b)                                         | Gregg Berger                 | Víctor Delgado                    | Txemi del Olmo (ep. 40a)                                       |
| Mama Meany (Mama Malita en España, eps. 91b-93b)                                         | Gregg Berger                 | Víctor Delgado                    | Jaime de Diego (ep. 56a)                                       |
| Mama Meany (Mama Malita en España, eps. 91b-93b)                                         | Gregg Berger                 | Víctor Delgado                    | Juan Carlos Gutiérrez (eps. 87b-93b)                           |
| Sgto./Jefe Wilson                                                                        | ¿?                           | ¿?                                | Víctor Prieto (eps. 6a-24a, 28a y 103a)                        |
| Sgto./Jefe Wilson                                                                        | ¿?                           | ¿?                                | Txema Regalado (eps. 27a, 50b y 58b-81a)                       |
| Sgto./Jefe Wilson                                                                        | ¿?                           | ¿?                                | Mikel Gandía (ep. 56a)                                         |
| Beasley                                                                                  | ¿?                           | ¿?                                | Mikel Gandía (eps. 11a y 69a)                                  |
| Beasley                                                                                  | ¿?                           | ¿?                                | Víctor Prieto (eps. 40a y 81a)                                 |
| Beasley                                                                                  | ¿?                           | ¿?                                | José Manuel Cortizas (ep. 51b)                                 |
| Beasley                                                                                  | ¿?                           | ¿?                                | Miguel Ortiz (ep. 57a)                                         |
| Beasley                                                                                  | ¿?                           | ¿?                                | Juan Carlos Gutiérrez (ep. 77b)                                |
| Beasley                                                                                  | ¿?                           | ¿?                                | Anselmo Herrero (eps. 97a-103a)                                |
| Myron (vigilante de seguridad)                                                           | ¿?                           | ¿?                                | José Manuel Cortizas (ep. 11a)                                 |
| Myron (vigilante de seguridad)                                                           | ¿?                           | ¿?                                | Juan Carlos Gutiérrez (ep. 40a)                                |
| Myron (vigilante de seguridad)                                                           | ¿?                           | ¿?                                | Jaime de Diego (ep. 51b)                                       |
| Myron (vigilante de seguridad)                                                           | ¿?                           | ¿?                                | Txemi del Olmo (ep. 56a)                                       |
| Myron (vigilante de seguridad)                                                           | ¿?                           | ¿?                                | Mikel Gandía (ep. 57a)                                         |
| Myron (vigilante de seguridad)                                                           | ¿?                           | ¿?                                | Anselmo Herrero (ep. 103a)                                     |
| Percy                                                                                    | Frank Welker                 | ¿?                                | Juan Carlos Gutiérrez (ep. 4a)                                 |
| Percy                                                                                    | Frank Welker                 | ¿?                                | Víctor Prieto (ep. 17b)                                        |
| Percy                                                                                    | Frank Welker                 | ¿?                                | Txemi del Olmo (ep. 30b)                                       |
| Basurero 2                                                                               | Wally Wingert                | ¿?                                | Anselmo Herrero (ep. 4a)                                       |
| Basurero 2                                                                               | Wally Wingert                | ¿?                                | Alberto Escobal García (eps. 17b-26a)                          |
| Sr. Gizzard (Sr. Mollejas en España)                                                     | ¿?                           | ¿?                                | José Manuel Cortizas (ep. 4b)                                  |
| Sr. Gizzard (Sr. Mollejas en España)                                                     | ¿?                           | ¿?                                | Jaime de Diego (ep. 12b y 14b)                                 |
| Sr. Gizzard (Sr. Mollejas en España)                                                     | ¿?                           | ¿?                                | Txemi del Olmo (eps. 13b y 15b)                                |
| Sr. Gizzard (Sr. Mollejas en España)                                                     | ¿?                           | ¿?                                | Víctor Prieto (ep. 71a)                                        |
| Harvey                                                                                   | Wally Wingert (temps. 1 y 3) | Alfonso Ramírez                   | Anselmo Herrero (eps. 6a-19b y 75b-77a)                        |
| Harvey                                                                                   | Frank Welker (temps. 1 y 3)  | Alfonso Ramírez                   | Mikel Gandía (eps. 12b y 58b)                                  |
| Harvey                                                                                   | ¿? (temp. 2)                 | Alfonso Ramírez                   | Alberto Escobal García (eps. 20b-42b)                          |
| Harvey                                                                                   | ¿? (temp. 3)                 | Alfonso Ramírez                   | Juan Carlos Gutiérrez (ep. 53a)                                |
| Harvey                                                                                   | ¿? (temp. 3)                 | Alfonso Ramírez                   | Txema Regalado (ep. 57a)                                       |
| Harvey                                                                                   | ¿? (temp. 3)                 | Alfonso Ramírez                   | Víctor Prieto (ep. 71a)                                        |
| Sheila                                                                                   | ¿?                           | ¿?                                | Alazne Erdozia (ep. 6a)                                        |
| Sheila                                                                                   | ¿?                           | ¿?                                | Estíbaliz Lizárraga (ep. 19b)                                  |
| Sheila                                                                                   | ¿?                           | ¿?                                | Sonia Torrecilla (eps. 20b y 75a)                              |
| Sheila                                                                                   | ¿?                           | ¿?                                | Pilar Ferrero (eps. 25a y 75b)                                 |
| Sheila                                                                                   | ¿?                           | ¿?                                | Nuria Marín Picó (eps. 43a y 76b)                              |
| Sheila                                                                                   | ¿?                           | ¿?                                | Rosa Romay (ep. 63b)                                           |
| Sheila                                                                                   | ¿?                           | ¿?                                | Ana Begoña Eguileor (ep. 74a)                                  |
| Laraine                                                                                  | Laraine Newman               | ¿?                                | Ana Begoña Eguileor (eps. 3a-7b y una frase ep. 15b)           |
| Laraine                                                                                  | Laraine Newman               | ¿?                                | Sonia Torrecilla (eps. 15b-20b)                                |
| Laraine                                                                                  | Laraine Newman               | ¿?                                | Estíbaliz Lizárraga (eps. 25a-26a, 74a-76a y 100a-104a)        |
| Laraine                                                                                  | Laraine Newman               | ¿?                                | Eba Ojanguren (eps. 43a y 84a-97b)                             |
| Laraine                                                                                  | Laraine Newman               | ¿?                                | Rosa Romay (ep. 59b)                                           |
| Laraine                                                                                  | Laraine Newman               | ¿?                                | Pilar Ferrero (ep. 69a)                                        |
| Madre de Laraine                                                                         | ¿?                           | ¿?                                | Eba Ojanguren (eps. 3a, 43a-56a y 100a)                        |
| Madre de Laraine                                                                         | ¿?                           | ¿?                                | Sonia Torrecilla (eps. 20b y 63b-69a)                          |
| Madre de Laraine                                                                         | ¿?                           | ¿?                                | Estíbaliz Lizárraga (ep. 24a)                                  |
| Madre de Laraine                                                                         | ¿?                           | ¿?                                | Ana Begoña Eguileor (eps. 58b y 76a)                           |
| Madre de Laraine                                                                         | ¿?                           | ¿?                                | Nuria Marín Picó (ep. 74a)                                     |
| Tía Ivy                                                                                  | Laraine Newman               | Cecilia Alcalá                    | ¿?                                                             |
| Myron Barker                                                                             | Gregg Berger                 | ¿? (temp. 2)                      | ¿?                                                             |
| Myron Barker                                                                             | Gregg Berger                 | Pedro D'Aguillón Jr. (temp. 4)    | ¿?                                                             |
| Esther Cauldron (Esther Caldero en Latinoamérica y España)                               | June Foray                   | Juana Saucedo (temps. 2-3)        | ¿?                                                             |
| Esther Cauldron (Esther Caldero en Latinoamérica y España)                               | June Foray                   | ¿? (temp. 4)                      | ¿?                                                             |
| Angelica (Angélica en Latinoamérica y España)                                            | Laraine Newman               | Diana Pérez                       | ¿?                                                             |
| Angel                                                                                    | Gregg Berger                 | ¿?                                | ¿?                                                             |